# Sphecodes chaprensis
Sphecodes chaprensis är en biart som beskrevs av Blüthgen 1927. Sphecodes chaprensis ingår i släktet blodbin, och familjen vägbin. Inga underarter finns listade i Catalogue of Life.